# Джои Силвера
Джои Силвера (англ. Joey Silvera, при рождении Джозеф Нассивера (англ. Joseph Nassivera); род. 20 декабря 1951, Рочестер) — американский порноактёр, режиссёр и продюсер.

## Биография
В начале 70-х годов переехал в Сан-Франциско и начал участвовать в секс-шоу ночных клубов. В 1974 году снялся в первом порнофильме, начав тем самым успешнейшую карьеру. Из-за своего чувствительного и сдержанного характера, склонного тем не менее к юмору, чаще всего играл чудаковатых приятелей главного героя. Фирменным знаком Силверы стали его усы, которые он до сих пор стрижёт по моде начала 80-х.
Снимался также в мейнстримном кино. Самым известным фильмом с его участием является фильм «9 ½ недель», где Силвера сыграл хорошо знакомую себе роль участника секс-шоу в клубе, в который зашли герои Микки Рурка и Ким Бейсингер.
В 1994 году учредил компанию All Blew Shirts (позднее переименованную в Joey Silvera Video) и дебютировал как режиссёр. Первоначально его фильмы распространяла компания Devil’s Film, но затем Силвера доверил дистрибуцию компании Джона Стальяно Evil Angel.
Фильмы Силверы в основном относятся к стилю гонзо, с акцентом на анальный секс (цикл «Butt Row»). Силвера первым начал снимать транссексуалов в мейнстримном порно, а также и сам играл в этих фильмах — что было довольно необычно в то время. Наиболее известными его сериалами являются «Service Animals» и транссексуальный «Rogue Adventures».
В 2005 году Силвера принял участие в записи песни «Whore» американского рэпера Некро, вышедшей на альбоме «The Sexorcist». Как заявил Некро, на данную песню его вдохновили фильмы Силверы.
Силвера занимает 33-ю строчку в списке 50 порнозвёзд всех времен, составленном журналом «Adult Video News» (AVN).
Является членом Залов славы AVN, «Legends of Erotica» и XRCO.
По данным на 2016 год, снялся в 1507 фильмах (включая компиляции) и срежиссировал 361 порноленту.

## Награды

### Актёр
- 1984. XRCO Best Supporting Actor for «Public Affairs»[6]
- 1985. XRCO Best Supporting Actor for «She’s So Fine»[6]
- 1987. AVN Best Supporting Actor — Video for «She’s So Fine»
- 1987. AVN Best Couples Sex Scene — Video for «Blame it on Ginger»
- 1988. AVN Best Couples Sex Scene — Video for «Made in Germany»
- 1993. AVN Best Supporting Actor — Film for «Facedance 1 and 2»
- 1993. AVN Best Actor — Video for «The Party»
- 1993. AVN Best Couples Sex Scene — Video for «The Party»
- 1994. XRCO Best Group Scene for «Buttman’s British Moderately Bit Tit Adventure»

### Режиссёр
- 1996. XRCO Best Series for «Joey Silvera’s Butt Row»
- 1997. AVN Best Gonzo Series for «Butt Row»
- 1999. AVN Best Transsexual Release for «The Big-Ass She-Male Adventure»
- 1999. XRCO Best Gonzo Series for «Please!»
- 2000. AVN Best Transsexual Release for «Rogue Adventures 3: Big-Ass She-Male Adventure»
- 2000. XRCO Best Gonzo Series for «Please!»
- 2001. AVN Best Gonzo Release for «Please! 12»
- 2001. AVN Best Gonzo Series for «Please!»
- 2001. AVN Best Transsexual Release for «Rogue Adventures 3: Big-Ass She-Male Adventure 7»
- 2001. XRCO Best Gonzo Series for «Service Animals»
- 2002. AVN Best Transsexual Release for «Rogue Adventures 13»
- 2003. AVN Best Transsexual Release for «Rogue Adventures 15»
- 2004. AVN Best Gonzo Release for «Service Animals»
- 2004. XRCO Best Gonzo Series for «Service Animals»
- 2005. XRCO Best Gonzo Series for «Service Animals»
- 2006. AVN Best Transsexual Release for «Rogue Adventures 24»
- 2006. XRCO Best Gonzo Series for «Service Animals»
- 2007. AVN Best Transsexual Release for «Rogue Adventures 27»
- 2012. XBIZ Transsexual Director of the Year[7]
- 2012. XBIZ Transsexual Release of the Year for «She-Male Police 2»[7]
- 2014. XBIZ Transsexual Director of the Year[8]